# أدستوك (كيبك)
أدستوك (بالإنجليزية: Adstock, Quebec)‏ هي بلدية محلية في كيبيك تقع في كندا في Les Appalaches Regional County Municipality. يقدر عدد سكانها بـ 2,643 نسمة ومساحتها 305.80 كم2 .